# Ревель (кантон)
Реве́ль (фр. Revel, окс. Revèl) — кантон во Франции, находится в регионе Юг — Пиренеи, департамент Верхняя Гаронна. Входит в состав округа Тулуза.
Код INSEE кантона — 3125. Всего в состав кантона Ревель входит 13 коммун, из них главной коммуной является Ревель.

## Население
Население кантона на 2011 год составляло 13 132 человека.
| 1968 | 1975 | 1982   | 1990   | 1999   | 2006   | 2011   |
| ---- | ---- | ------ | ------ | ------ | ------ | ------ |
| 9801 | 9949 | 10 348 | 10 503 | 11 326 | 12 553 | 13 132 |

## Коммуны кантона
| Коммуна           | Население, чел. (2010) | Код INSEE | Почтовый индекс |
| ----------------- | ---------------------- | --------- | --------------- |
| Белеста-ан-Лораге | 112                    | 31060     | 31540           |
| Во                | 278                    | 31570     | 31540           |
| Водрёй            | 351                    | 31569     | 31250           |
| Жюз               | 80                     | 31243     | 31540           |
| Монтегю-Лораге    | 469                    | 31371     | 31540           |
| Моренс            | 203                    | 31329     | 31540           |
| Мурвиль-От        | 173                    | 31393     | 31540           |
| Ногаре            | 70                     | 31400     | 31540           |
| Ревель            | 9361                   | 31451     | 31250           |
| Руменс            | 249                    | 31463     | 31540           |
| Сен-Жюлья         | 369                    | 31491     | 31540           |
| Сен-Феликс-Лораге | 1336                   | 31478     | 31540           |
| Фальга            | 110                    | 31180     | 31540           |